# 푸코스
푸코스(영어: fucose)는 6개의 탄소 원자가 포함된 단당류이고, 알데하이드기를 가지고 있는 알도스이며, 하이드록시기 하나가 수소 원자로 치환된 디옥시당이다. 화학식은 C6H12O5이다. 푸코스는 포유류, 곤충, 식물 세포 표면의 N-결합 글리칸에서 발견되며, 다당류인 푸코이단의 기본 단위이다. α(1→3) 글리코사이드 결합으로 연결된 핵심 푸코스는 IgE 매개 알레르기를 일으키는 것으로 의심되는 탄수화물 항원이다.
포유류에 존재하는 다른 육탄당과 푸코스를 구별하는 두 가지 구조적 특징이 있다. 6번 탄소(C-6)에 하이드록시기가 없고(디옥시당), L-입체배치를 하고 있다. 푸코스는 6-디옥시-L-갈락토스와 동일하다.
푸코스를 포함한 글리칸 구조, 푸코실화 글리칸에서 푸코스는 말단에 변형된 형태로 존재할 수 있고, 다른 당이 첨가되기 위한 부착점으로 작용할 수 있다. 사람의 N-결합 글리칸에서 푸코스는 β-N-아세틸클루코사민의 환원 말단에 α-1,6 글리코사이드 결합으로 연결되는 것이 가장 일반적이다. 그러나, 갈락토스에 α-1,2 글리코사이드 결합으로 연결된 비환원 말단의 푸코스는 ABO식 혈액형에서 A항원과 B항원의 하부 구조인 H항원을 형성한다.
푸코스는 α-푸코시데이스(α-fucosidase)라 불리는 효소에 의해 푸코스 함유 중합체로부터 방출된다.
L-푸코스는 화장품, 의약품 및 식이보충제에 사용된다는 주장이 있으나, 이러한 주장은 동료심사를 거친 과학 연구에 의해 뒷받침되지 않는 경우가 허다하다.
항체의 푸코실화(fucosylation)는 자연살해세포(NK세포)의 Fc 수용체에 대한 결합을 감소시켜 항원 의존성 세포 독성을 감소시키는 것으로 밝혀졌다. 따라서 암세포에 대한 면역 능력을 보강하기 위해 고안된 치료용 항체는 핵심 푸코실화(FUT8) 효소가 결핍된 세포주에서 생성되어 생체 내 세포살상능력을 강화시킨다.

## 같이 보기
- 푸시톨
- 베로독소를 생성하는 장관출혈성대장균
- 디기탈로스, D-푸코스의 메틸 에테르